# De tre brødre (smykke)
De tre brødre (engelsk: Three Brethren; tysk: Drei Brüder; fransk: Les Trois Frères) var et smykke lavet i slutningen af det 14. århundrede. Det består af tre rektangulære røde spineller arrangeret i en trekant omkring en diamant. Smykket har været ejet af en række historiske personer. Det blev bestilt af Johan den Uforfærdede, hertug af Burgund og var en del af de burgundske kronjuveler i næsten 100 år, før det gik til den tyske forretningsmand og bankier Jakob Fugger.
"Brødrene" blev solgt til Edvard 6. af England og hørte til i Storbritanniens kronregalier fra 1551 til 1643. Smykket blev brugt meget af Elizabeth 1. og af Jakob 6. og 1. I begyndelsen af 1640'erne forsøgte Henriette Marie af Frankrig (hustru til Karl 1.) at sælge smykket for at rejse midler under den engelske borgerkrig, men det er uklart, om det lykkedes. Efter 1645 er det ukendt.

## Beskrivelse
De tre brødre, eller brødrene, forblev stort set uændret i over 250 år. Smykket vides at være genindfattet i 1623, men forskellige beskrivelser indikerer, at dets oprindelige form og komposition blev bevaret. Smykket blev lavet som et skulderspænde eller et vedhæng. Brødrene bestod af tre rektangulære balasrubiner) på hver 70 karat arrangeret i en trekantet komposition separeret af tre runde hvide perler på 10-12 karat hver med en anden 18-20 karat perle hængende fra den nederste spinel. I midten af smykket var der en dybblå diamant på omkring 30 karat, formet som en pyramide, oktaeder eller triakisoktaeder. Idet der er få eksempler på diamantslibning før år 1400, er det sandsynligt, at juvelen bare var tilskåret (beskrevet som "quarré" i den oprindelige kvittering) stenen i dens naturlige, rå form. I dens oprindelige form havde smykket en størrelse på 8.7 gange 6,9 cm.

Da smykket første gang optrådte i en inventarliste (Filip den Godes) i 1419 - blev det beskrevet:
Et meget fint og udsmykket spænde, prydet i midten med en meget stor, spids diamant, og omkring den er tre fine balasstene, kaldet de tre brødre, og tre betydelige fine perler mellem dem. Under spændet hænger en meget stor fin perle i form af en pære.
I 1587 blev brødrene dokumenteret i de smykker, som blevet leveret til Mary Radcliffe, hofdame hos Elizabeth 1., og blev beskrevet som:
En smuk blomst af guld med tre balasser, i midten en spids diamant og fikseret med tre store perler med et perlevedhæng, kaldet Brødrene.

## Tidlig historie
Smykket blev bestilt af Johan den Uforfærdede, hertug af Burgund, i slutningen af 1380'erne og var en af de mest kostbare skatte af Huset Burgund. Den blev lavet af den parisiske guldsmed, Hermann Ruissel, i 1389; en regning og kvittering for arbejdet eksisterer i dag i Côte-d'Or-departements arkiver i Dijon. Efter at have modtaget smykket i 1390'erne, belånte han smykket i 1412, men generhvervede det før 1419. Da hertugen, som var en central figur i borgkrigen Armagnac-Burgund mod den franske trone, blev snigmyrdet i 1419 under en våbenhvile med den franske dauphin, den senere Karl 7. af Frankrig, arvede Johan den Uforfærdedes søn, Filip den Gode, det.
Smykket blev i Burgund under Filip den Godes regeringstid, og smykket giv i arv til hans søn, Karl den Dristige, da Filip døde i 1497. Karl den Dristige havde en af samtidens mest magtfulde hære under sig, og rejste til slagmarkene med en række uvurderlige genstande som talismaner som Alexander den Stores tæpper, knogler fra helgener, Sancy-diamanten og Brødrene. I hans konflikt med det gamle schweiziske edsforbund under Burgunderkrigene blev Karl den Dristige udsat for et katastrofalt angreb uden for landsbyen Concise i Slaget ved Grandson. Da Karl blev nødt til at flygte i al hast, efterlod han sit artilleri og et enormt krigsbytte som sit sølvbadekar, hertugseglet og de tre brødre, som alt sammen blev konfiskeret af den konføderale hær. Brødrene blev solgt til magistraterne i byen Basel, som fik smykket vurderet af en venetiansk ekspert. Byen bestilte også en akvarel  i 1:1 skala, som er det tidligste visuelle dokument af Brødrene (i 2022 kan det ses i Basels historiske museum). Smykket forsvandt i de følgende år, fordi magistraterne frygtede, at Habsburgerne, arvtagerne af Hertugdømmet Burgund, ville afkræve de objekter, som de anså som stjålet fra Karl den Dristige. Smykket blev sat til salg i 1502, hvor to magistrater blev brugt som stråmænd for at give byen et alibi.
Det lykkedes i 1504 at sælge brødrene til den augsburgske bankmand, Jakob Fugger, efter flere års forhandlinger. Fugger var blevet et af de rigeste i historien ved at sælge tekstiler og metaller samt yde lån til Habsburg-dynastiet. Salget inkluderede udover brødrene tre andre smykker fra Karl den Dristiges bytte: Federlin (lille fjer), Gürtelin (lille garder) og den Hvide Rose for en samlet sum af 40.200 floriner (3.300 almindelige arbejderes årsløn). Selvom dette køb var en signifikant udgift for hans samlede aktiver, lavede Fugger mange af denne slags transaktioner, og prisen blegner i forhold til hans samlede rigdom, som var over 2 millioner gylden ved hans død i 1525. For Fugger var smykker og ædelstene en yderst likvid kapitalreserve og en investering, der skulle sælges til den rigtige køber mod en profit. Fugger havde allerede udset sig den tysk-romerske kejser Maximilian 1. som køber, da han erhvervede brødrene og de andre smykker, men kejseren bed ikke på krogen på grund af den eksorbitant høje pris, men købte dog alle de andre smykker.
Smykket forblev Fuggers i flere årtier. Da Johann Jakob Fugger bestilte en bog om Habsburg-husets historie i 1555, blev de tre brødre stadig beskrevet som en "skat kendt i hele Kristendommen", som fuggerne havde ejet. Jakob Fuggers nevø, Anton Fugger, som senere styrede familievirksomheden, ønskede imidlertid at skaffe  likvider gennem en del af familiens ejendele i 1540'erne. Han forsøge uden held at sælge brødrene til kejserne Ferdinand 1. og Karl 5., men afviste et bud fra sultanen af det Osmanniske Rige, Süleyman 1., idet Anton ikke ønskede at smykket skulle falde i ikke-kristne hænder.
Da de kontinentaleuropæiske kristne herskere ikke kunne overtales til at købe smykket, kiggede Fugger mod Henrik 8., som havde taget titlen  Troens Forsvarer i 1521. Som en renæssancemonark blev det forventet, at kongen skulle leve i grandeur, og kongen havde også en passion for juveler og smykker: Mellem 1529 og 1532 brugte Henrik 8. 11.000 britiske pund (omkring 52 millioner kroner i 2021) på smykker og juveler. Så tidligt som i 1544 beskriver et brev fra fuggernes kontor i Antwerpen en medarbejders snarlige rejse med smykker, der skulle sælges til Henrik 8. Forhandlingerne trak imidlertid ud til Henrik 8.'s død i 1547. De blev først afsluttet i maj 1551 under Henrik 8.'s arving, den 14-årige Edvard 6. af England. I sin dagbog skrev kongen, at han blev tvunget til at købe smykket af "Anthony Fulker" (Anton Fugger) for den fyrstelige sum af 100.000 kroner, fordi det engelske monarki skyldte fuggernes bank 60.000 britiske pund (omkring 171 millioner kroner i 2021). Transaktionen blev registreret i en opdateret udgave af Henrik 8.'s inventarliste, hvorefter de tre brødre blev en del af de britiske kronregalier.

## En del af de engelske kronregalier
Edvard 6. efterlod smykket hos sin Lord High Treasurer, (dansk: rigsskatmester) William Paulet, for sikker opbevaring den 7. juni 1551. Smykket blev i hans besiddelse de følgende år. Da Edvard 6. døde efter sin seksårige regeringstid, blev de tre brødre arvet af hans halvsøster Maria 1. af England, da hun overtog tronen som dronning i juli 1553. Smykket er her beskrevet på en liste over objekter leveret til Maria 1. den 20. september 1553 som et "stort vedhæng købt af fuggerne i Flandern med tre store ballaser uden sat uden skader, en stor spids diamant og fire store perler, hvoraf en hænger underneden". Denne beskrivelse indikerer, at smykket har set meget få, hvis nogen, forandringer siden Johan den Uforfærdede bestilte smykket 150 år tidligere. Ved Maria 1.'s overtagelse af tronen skrev den tyske historiker Peter Lambeck (barnebarn af Johann Jakob Fugger), at han håbede, at hendes ægteskab med Filip 2. af Spanien ville bringe de tre brødre tilbage i habsburgernes besiddelse og til kontinentet, men det blev ikke til noget. Efter kun fem år, døde Maria i 1558.
Smykket blev atter brugt af Maria 1.'s arvtager, Elizabeth 1. Ligesom hendes far, Henrik 8., vidste Elizabeth hvornår og hvordan man skulle bruge prangende udstillinger af rigdom og kunne angiveligt godt lide det iøjnefaldende røde og hvide smykke med den ualmindelige trekantede komposition. Elizabeth 1. brugte smykket som en del af sine kronregalier ved flere lejligheder, og smykket fremgår på en bemærkelsesværdig placering i mindst to portrætter af hende. Hermelinportrættet (c. 1585, i dag på Hatfield House) tilskrives hofmaleren Nicholas Hilliard, hvor de tre brødre er fremstillet hængt fra et massivt halssmykke med perler, hvis sorte kjole giver en dramatisk baggrund. På et andet, mindre kendt portræt kaldet Elizabeth 1. af England der holder en olivengren (c. 1587) af en ubekendt maler, oprindeligt givet til Navarra-diplomaten François de Civille, har smykket en prominent plads som det eneste signifikante smykke båret på en rigt dekoreret hvid kjole. Elizabeth 1. døde i 1603 efter 45 års regering, og på det tidspunkt var smykket blevet en så integreret del af hende, at da et marmormonument blev rejst af hende i Westminster Abbey i 1606, blev der udført en replik af brødrene som en del af hendes gravudsmykning; denne detalje blev fuldt restaureret i 1975.
Da Elizabeth 1. døde arvedes smykket af hendes arving, Jakob 6. af Skotland og 1. af England. I 1606 blev de tre brødre igen dokumenteret på en inventarliste over monarkens ejendele blandt de smykker, "som aldrig skal fjernes fra Kronen". Vedhænget var en af Jakob 6. og 1.'s favoritter, og han omdannede det til et hattesmykke. Et portræt af ham fra 1605 af hofmaleren John de Critz viser smykket i stor detaljerigdom, da kongen bar det med et perlebesat bånd på en sort hat. Han bar andre kronregalier på en lignende måde som Mirror of Great Britain (eller Storbritanniens Spejl).
Mod afslutningen på Jakobs regeringstid blev smykket omdannet, muligvis for første gang siden dens kreation. I 1623 blev Jakobs søn og arving, Karl 1. af England, sendt på en hemmelig tur til Spanien for at forhandle et ægteskab på plads mellem ham selv og infantinde Maria Anna af Spanien i en diplomatisk manøvre kendt som "the Spanish match". Overdådige smykker blev medbragt på turen i et forsøg på at imponere Filip 3. af Spanien og overtale ham til at lade sin datter gifte sig. Hofjuveler George Heriot arbejdede fire dage og nætter med at omdanne de valgte smykker og det blev skrevet i en rapport fra 17. marts, at han havde taget "en stor spids diamant [...] ud af smykket kaldet Brødrene, som han vurdere til at være den mest komplette sten han nogensinde har set", og som han vurdere til £7.000 alene (svarende til omkring £1,37 millioner i 2021; eller 11,3 millioner DKK). Jakob skrev til Karl 1. samme dag, at han ville "sende dig [Karl 1.], fordi du bærer de Tre Brødre, som du kender ganske godt og er nyligt omsat".

## Senere historie og forsvinding
Da det spanske ægteskab ikke lykkedes, og da Jakob 6. af Skotland og 1. af England døde i marts 1625, giftede den nyligt kronede Karl 1. sig med den franske prinsesse Henriette Marie. I løbet af hele sin regeringsperiode strides Karl 1. med Englands parlament; et stridspunkt var "kongens guddommelige ret", som ledte Karl 1. til at anse kronregalierne som kongens personlige ejendom. Karl 1. var plaget af økonomiske vanskeligheder og havde allerede pantsat Brødrene i 1626 til Nederlandene og først generhvervet dem  i 1639. Da kongeriget var på randen af bankerot midt i 1640'erne, sendte Karl 1. dronning Henriette Marie til kontinentet for at sælge så mange af kronregalierne som muligt. Dronningen ankom til Haag den 11. marts 1642 på trods af protester fra parlamentet, at hun havde taget "skatte, i smykker, sten og rede penge", som sandsynligvis kunne "ruinere staten" og blive brugt til at skabe uro i Storbritannien. Dronningen fandt, at potentielle købere ikke ønskede at røre ved vigtige dele af kronregalierne som de Tre Brødre, og hun skrev til sin husbond: "Pengene er ikke klar, for på dine juveler vil de ikke låne noget. Jeg er nødsaget til at sælge de små". I juni kunne sir Walter Erle rapportere til parlamentet, at Brødrene stadig ikke var solgt.
Det er mod slutningen af dronning Henriette Maries tur i 1643, at Brødrenes spor begyndte at forsvinde. Der er ingen dokumentation af, at hun havde solgt eller pantsat smykket i Nederlandene, og det er sandsynligt, at det vendte tilbage med hende til England. Da landet blev kastet ud i den engelske borgerkrig, som en del af krigen i de tre kongeriger, mellem Karl 1. og det engelske parlament, flygtede dronningen til Paris i 1644, hvor hun med det samme gik i gang med at rejse midler. Endnu engang viste markedet lille interesse, men i begyndelsen af 1645 lykkedes det hende at sælge et unavngivet smykke til den relativt lave pris af 104.000 gylden. Det blev beskrevet som en "pyramideformet diamant, 3 balasrubiner, 4 perler dertil en flad skåret diamant på 30 karat og to spidse diamanter", hvilket er tæt på beskrivelsen af Brødrene, hvis smykket blev tilføjet mindre diamanter. Der er dog intet bevis på, at det er det samme smykke. Et samtidigt brev til dronningens sekretær identificerer to juvelerer og ædelstenshandlere, Thomas Cletcher og Joachim de Wicquefort, som mulige mellemmænd eller købere af det unavngivne smykke. Cletcher, som senere blev hofjuveler for Frederik Henrik af Oranien, havde allerede været involveret i pantsætningen af Storbritanniens Spejl i 1625 og ville derfor være kendt af Karl 1. og Henriette Marie.
De Tre Brødres skæbne efter 1645 er ukendt. Det har været foreslået, at smykket kunne være opdelt eller købt af den franske statsminister Jules Mazarin, en kendt smykkesamler som Henriette Marie stod i dyb gæld til. Der har også været spekulationer om, at smykket var blevet omdannet til et nyt smykke kaldet de Tre Søstre i processen. Søstrene blev tilbudt prins Frederik Henrik på omkring samme tid som Henriette Maries salg i 1645, men ud over det måske tilfældige lignende navn, findes der ikke dokumentation på, at de Tre Brødre blev de Tre Søstre. Ingen har siden 1645 set smykket.

## I litteraturen
Forfatteren Tobias Hill udgav en roman kaldet The Love of Stones i 2001, som skitserer livet af rigtige og fiktive personer, der har været i kontakt med de Tre Brødre.